# Ilku’u
Ilku'u – według Sumeryjskiej listy królów dwudziesty władca należący do I dynastii z Kisz. Dotyczący go fragment brzmi następująco:
„Ilku'u (z Kisz) panował przez 900 lat”.